# HMS Indomitable (1940)
Индомитебл — (англ. Indomitable, Неукротимый) — британский авианосец времён Второй мировой войны. Четвёртый авианосец типа «Илластриэс», отличавшихся наличием бронированных ангаров и палуб. Так как корабль строился с существенными отличиями от первых трёх единиц, часто выделяется в самостоятельный тип. Второй корабль Королевских ВМФ, носивший это название. Принял активное участие в сражениях Второй Мировой войны, в том числе операции «Пьедестал», высадке союзников в Сицилии и сражении за Окинаву.

## Конструкция

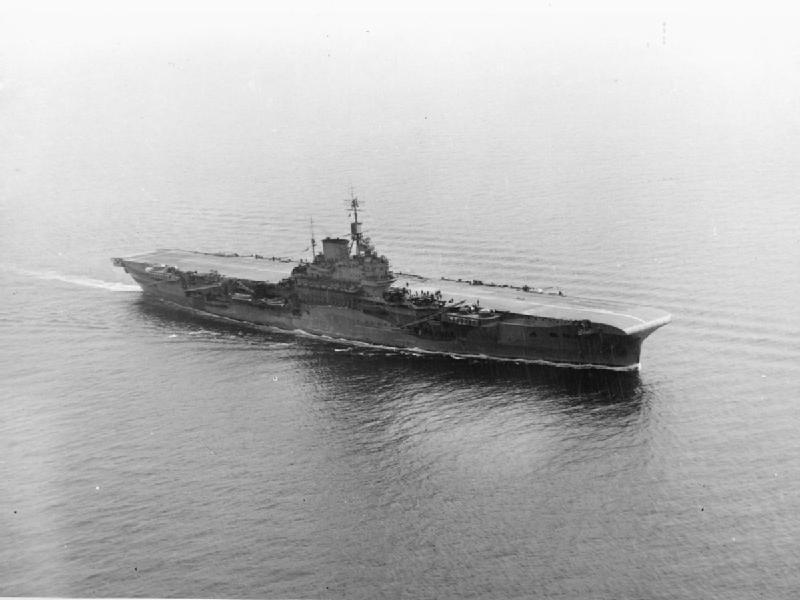
Авианосец «Индомитебл»

Проектирование и постройка авианосцев типа «Илластриес» стало ответом на усиленное военно-морское строительство развернувшееся в нацистской Германии во второй половине 1930-х гг. По инициативе вице-адмирала Р. Гендерсона — третьего Морского лорда, требования к новым кораблям включали наличие бронированной палубы, способной выдержать попадания авиабомб. Новым авианосцам предстояло действовать в основном в Северном и Средиземном морях и основную опасность представляла многочисленная базовая авиация. Прочность конструкции и способность оставаться в стою после поражения бомбами авианосца становились критически важными. Дополнительными требованиями было наличие сильного зенитного вооружения и усиленной ударной авиагруппы.
Главной особенностью авианосцев этого типа были, безусловно, бронированные палубы и ангары для самолётов. Палубы были забронированы 76-мм броней, а ангары имели дополнительно 114-мм боковое бронирование. Не бронированными оставались два самолётных элеватора, однако они отделялись от ангара 114-мм броневыми дверями. Бронированные палубы должны были выдержать попадания 500-фунтовых бомб. По правому борту в центральной части корабля располагалась довольно высокая надстройка островного типа, которой постарались придать аэродинамическую форму. Для запуска самолётов в передней части палубы была расположена катапульта. Цена за бронировку палубы и ангаров была очень высока. Имея почти одинаковые размеры с авианосцем «Арк Роял» или зарубежными аналогами (тип «Йорктаун» или тип «Сёкаку») авианосцы типа «Илластриэс» были способны нести и обеспечивать очень небольшую авиагруппу. При постройке «Индомитебла» было принято решение увеличить число самолётов, добавив ниже основного ангара в кормовой части корабля, небольшой полуангар на 12 самолётов. Ради этого пришлось несколько уменьшить толщину стен ангара.

## Вооружение

### Авиация

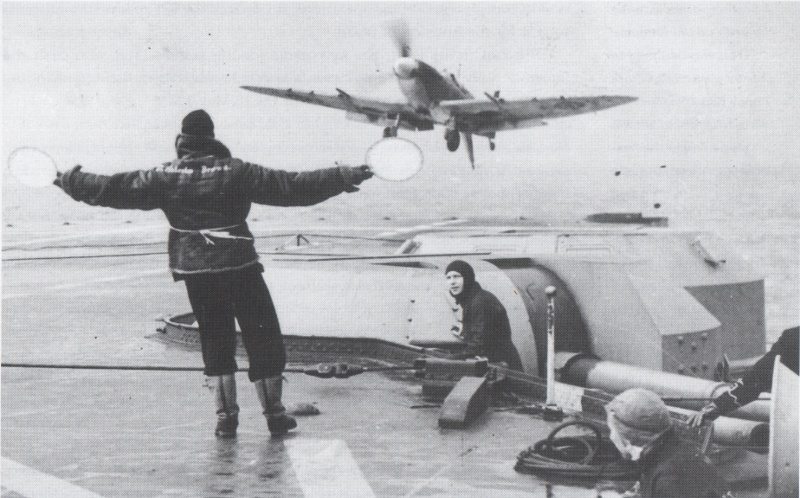
Истребитель Seafire совершает посадку на борт «Индомитебла». Хорошо видны башни 114-мм зенитных орудий.

Незначительное количество самолётов (48 единиц) стало причиной наличия чрезвычайно малого числа несомых истребителей. Однако опыт войны продемонстрировал, что зенитная артиллерия не способна в одиночку справиться с массированной атакой авиации и доля истребителей постоянно росла. Помимо этого предпринимались попытки увеличить количество действующих самолётов, используя палубы для их размещения и доводя число самолётов до 50 единиц и выше. Это вызвало трудности в обеспечении их топливом, так как бензохранилища были небольшими.
Первоначальный вариант вооружения включал истребители Fairey Fulmar Mk I. и Mk. II, Hawker «Sea Hurricane» и бомбардировщики-торпедоносцы Fairey Albacore. Летом 1942 года он получает 806-ю эскадрилью, вооруженную американскими истребителями Grumman F4F Wildcat (в Великобритании называвшиеся «Martlett» Mk.I и Mk.5). После длительного ремонта в США, в середине 1943 года корабль был перевооружен на истребители «Seafire» — палубный вариант знаменитого истребителя «Spitfire». В 1944 году авиагруппа «Индомитебла» вновь была заменена. Истребительные эскадрильи получают на вооружение Grumman F6F Hellcat, а торпедоносные — Fairey Barracuda. В конце 1944 года авиация корабля были представлена только самолётами американского производства, когда ударные эскадрильи были оснащены Grumman TBF Avenger.
После войны имел на вооружении новые типы самолётов: Hawker «Sea Fury» Fairey «Firefly», De Havilland «Sea Hornet», Blackburn «Firebrand». Корабль стал одним из первых авианосцев Королевского Флота, получивших вертолеты (Сикорский S-51)
| Характеристики самолётов, входивших в состав авиагруппы авианосца «Индомитебл» в ходе второй мировой войны | Характеристики самолётов, входивших в состав авиагруппы авианосца «Индомитебл» в ходе второй мировой войны | Характеристики самолётов, входивших в состав авиагруппы авианосца «Индомитебл» в ходе второй мировой войны | Характеристики самолётов, входивших в состав авиагруппы авианосца «Индомитебл» в ходе второй мировой войны | Характеристики самолётов, входивших в состав авиагруппы авианосца «Индомитебл» в ходе второй мировой войны | Характеристики самолётов, входивших в состав авиагруппы авианосца «Индомитебл» в ходе второй мировой войны         | Характеристики самолётов, входивших в состав авиагруппы авианосца «Индомитебл» в ходе второй мировой войны |
| Тип | Скорость, км/ч                                                                                             | Дальность полёта, км                                                                                       | Вооружение                                                                                                 | Экипаж | Примечание | |
| --- | --- | --- | --- | --- | --- | --- |
| Fairey «Fulmar» Mk.I                                                                                       | 417 | 515 | восемь 7,7-мм пулемётов или четыре 12,7-мм пулемёта, до 250 кг бомб.                                       | 2 | Истребитель. 1941 год. 800 эскадрилья                                                                              | |
| Fairey «Albacore» Mk.I                                                                                     | 259 | 1497 | три 7,7-мм пулемёта, 730-кг торпеда или 908 кг бомбы                                                       | 3 | Торпедоносец-бомбардировщик. Биплан. 1941-43 гг. 817, 827, 831 эскадрильи                                          | |
| Hawker «Sea Hurricane» Mk.II                                                                               | 547 | 965 | четыре 20 мм пушки, до 500 кг бомб                                                                         | 1 | Истребитель. 1941-42 г. 800 и 880 эскадрильи                                                                       | |
| Fairey «Barracuda» Mk.II                                                                                   | 386 | 934 | два 7,7-мм пулемёта, 730-кг торпеда или до 730 кг бомб                                                     | 3 | Торпедоносец-бомбардировщик. 1944 г. 815 и 817 эскадрильи                                                          | |
| Grumman F4F-4 «Wildcat» («Martlett»).                                                                      | 513 | 1335 | шесть 12,7 мм пулемётов, две 45-кг бомбы                                                                   | 1 | Истребитель. 1942-43 гг. 806 эскадрилья                                                                            | |
| Supermarine «Seafire»                                                                                      | 760 | 1515 | четыре 20-мм пушки, до 700 кг бомб                                                                         | 1 | Истребитель, истребитель-бомбардировщик. Палубный вариант истребителя «Spitfire». 1943 г. 807, 880, 899 эскадрильи | |
| Grumman TBF «Avenger»                                                                                      | 442 | 1610 | три 12,7 мм пулемёта и два 7,62 мм пулемёта, торпеда или 907 кг бомб                                       | 3 | Торпедоносец, бомбардировщик. 1945 г. 857 эскадрилья                                                               | |
| Grumman F6F-5 «Hellcat»                                                                                    | 610 | 1520 | четыре 12,7 мм пулемёта и две 20 мм пушки или шесть 12,7 мм пулемётов, до 1800 кг бомб и ракет             | 1 | Истребитель. 1944-45 гг. 1839, 1844 эскадрильи                                                                     | |

### Артиллерия
Согласно требованиям адмиралтейства корабль получил очень мощное для своего времени зенитное вооружение. На авианосце было установлен 16 114-мм зенитных орудий в двухорудийных башнях, размещенных на спонсонах по обе стороны палубы. Помимо этого на вооружении находилось 3 восьмиствольных установок 40-мм зенитных автоматов «Виккерс» QF-2, известных также как «Пом-Пом». В апреле 1942 года были установлены ещё 3 такие установки Учитывая слабость истребительной авиации, базировавшейся на корабли, именно на мощную зенитную артиллерию возлагались основные надежды при отражении атак вражеской авиации. Опыт боёв продемонстрировал необходимость увеличения количества зенитных стволов, которое происходило за счет установки дополнительных зенитных автоматов: в апреле 1944 года были установлены 12 40-мм «Бофорс» L60 (2 в четырёхорудийных и 2 в двухорудийных установках). В конце войны были дополнительно установлены 12 одноорудийных «Бофорс» и 36 20-мм «Эрликон». В итоге к концу войны зенитное вооружение авианосца включало 8х2 114-мм орудий, 6х8 40-мм «Виккерс», 2х4, 2х2, 12х1 40-мм «Бофорс», 36х1 20-мм «Эрликон».

## История службы

### Начало службы. Индийский океан
После вступления в строй корабль ушёл в безопасные воды Вест-Индии для тренировок. Почти сразу по прибытии попал в аварию, сев на мель около Кингстона (Ямайка). Быстро отремонтирован в Норфолке, где ему была заменена носовая секция. В декабре прибыл в Индийский океан для усиления Восточного флота в преддверии войны с Японией. С началом войны в феврале 1942 года использовался для переброски 50 истребителей ВВС в Сингапур, затем доставил 50 истребителей Hawker «Hurricane» на Цейлон. В марте 1942 присоединился к эскадре под командованием адмирала Джеймса Сомервилла на атолле Адду. В апреле 1942 года флот пытался оказать сопротивление японскому ударному авианосному соединению, совершавшему рейд в Индийский океан. Однако противникам не удалось встретиться в море, так как во время рейда японцев основные силы Восточного флота находились в секретной базе на Мальдивских островах. Учитывая количественное и качественное соотношение сил, такое столкновение было бы для английских авианосцев роковым. Под впечатлением от успехов японской авиации, флот был отведён к Восточному побережью Африки. В мае 1942 года в составе флота «Индомитебл» принял участие в оккупации Мадагаскара. Самолёты с авианосца атаковали аэродром в районе Диего-Суарес, уничтожив на земле 3 французских истребителя.

### На Средиземном море

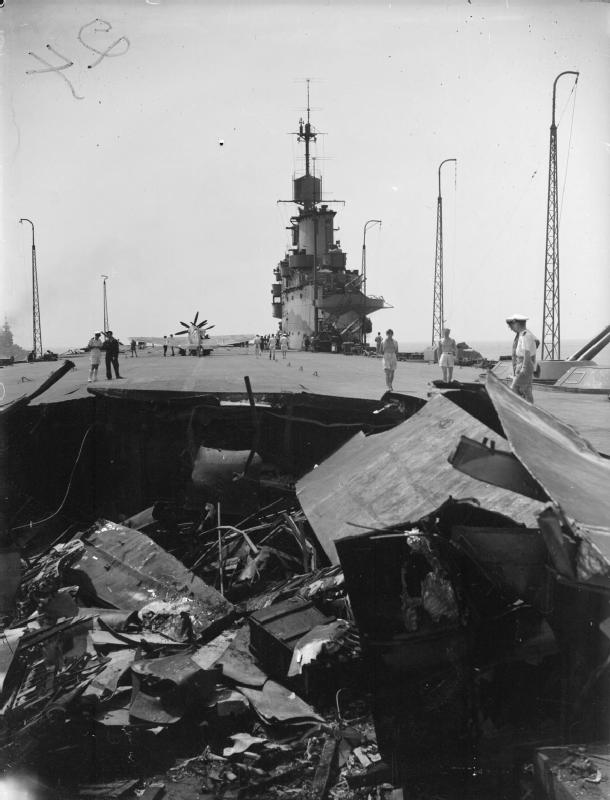
Повреждения авианосца «Индомитебл», полученные в ходе операции «Пьедестал»

В июле 1942 года авианосец был переведён на Средиземное море и в августе 1942 года принял участие в операции «Пьедестал» по проводке конвоя на блокированный остров Мальта. В ходе операции было сбито 30 вражеских самолётов, из них пять — лейтенантом Р. Дж. Корком из 880 эскадрильи. 12 августа 1942 года корабль был атакован 12 немецкими пикирующими бомбардировщиками Ju-87 и поврежден двумя бронебойными бомбами, которые пробили полетную палубу в носовой и кормовой части, а также близким разрывом, который сделал пробоину ниже ватерлинии. Палуба стала непригодной для использования и самолёты были вынуждены садиться на уцелевший после атак «Викториэс». «Индомитебл» вернулся в Гибралтар, а затем ушёл в США на ремонт, который продолжался до конца года. В июле 1943 года вошёл в состав Соединения «Н» и прикрывал высадку союзников на Сицилии. 16 июля 1943 «Индомитебл» получил попадание авиаторпеды с одиночного итальянского торпедоносца возле кормовой переборки левого машинного отделения. Взрыв произошел на нижней кромке броневого пояса. 114-мм плита разломилась, и её осколки пробили продольную броневую переборку. Корабль получил крен 12,5°, вода по вентиляционным шахтам пошла на главную палубу. «Индомитебл» спасли только быстрое контрзатопление отсеков правого борта и идеальный штиль. Но ремонт в Норфолке занял более 8 месяцев.

### Бои в Индийском и Тихом океанах
После ремонта вновь вошёл в состав Восточного флота и был направлен в Тринкомали. К этому времени британский флот доминировал в этом районе и авианосцы активно использовались для атак береговых баз и объектов. Во второй половине года авианосец действовал в основном в паре с авианосцем «Викториэс». В августе участвовал в атаках Эммахавена и Индарунга, в сентябре — Сигли (остров Суматра), в октябре — Никобарских островов, в декабре — Белаван (остров Суматра). В конце 1944 года становится флагманским кораблём контр-адмирала сэра Филипа Вайэна, командира 1 эскадры авианосцев, которая с начала 1945 года вошла в состав сформированного Британского Тихоокеанского флота.
В январе 1945 года являлся флагманским кораблём 63-го британского авианосного соединения, атаковавшего нефтеперерабатывающие заводы в районе Палембанга на Суматре, которые обеспечивали топливом большую часть японских ВВС (операция «Meridian»). Авиагруппа корабля включала 29 истребителей Hellcat I и 21 бомбардировщик Avenger. 28 и 29 января самолёты с авианосца наносили удары по заводам. В результате январских атак на нефтеперерабатывающие заводы Юго-Восточной Азии производство авиабензина японцами сокращается до 35 % от уровня 1944 года.

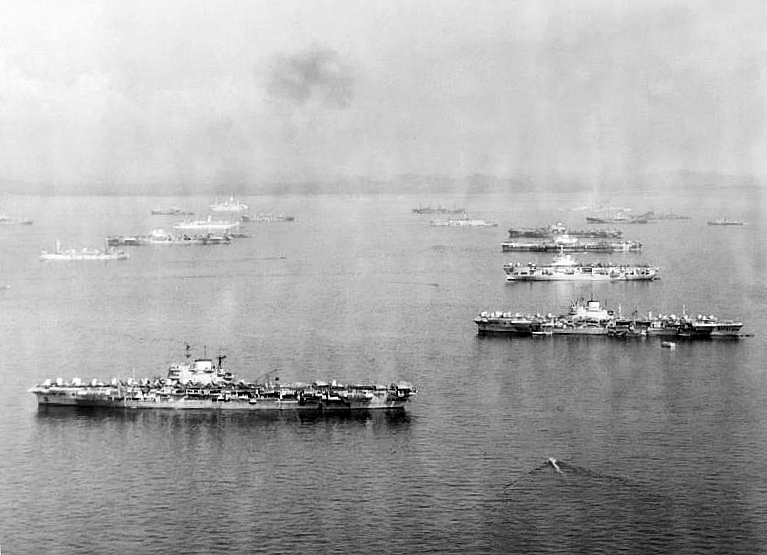
Авианосцы британского Тихоокеанского флота в конце войны. На переднем плане — авианосец Индомитебл

В марте, совместно с другими кораблями эскадры, направлен в Тихий океан для совместных действий с американцами по захвату Окинавы. Британские корабли применялись для атак наземных целей, подвергаясь ответным ударам японских самолётов, в том числе камикадзе. 4 мая 1945 года авианосец Индомитебл поразил внезапно вынырнувший из облаков Mitsubishi A6M «Зеро». Самолёт упал на полетную палубу рядом с надстройкой. Палуба удар выдержала и на ней осталась лишь вмятина глубиной 60 сантиметров. Несколько самолётов, стоящих на палубе, было уничтожено, осколками повредило ещё 11, 8 человек погибли и 47 получили ранения. Спустя три минуты ещё один «Зеро» упал на Индомитебл, но не причинил особого вреда, так как скользнул по палубе и свалился за борт. Третий самолёт-камикадзе был сбит и упал в море в трех метрах от корабля. После этих атак авианосец ушёл в Сидней для ремонта. Вновь появляется на театре боевых действий в начале августа 1945 года. Принял участие в последнем бою Великобритании в ходе Второй мировой войны, когда самолёты с авианосца 31 августа нанесли удар по японским катерам-самоубийцам, вышедшим для последней атаки из Гонконга. Несколько катеров уничтожены в бухтах на северном берегу острова.
После окончания войны в 1946 использовался для перевозки солдат с Дальнего Востока, в 1947-50 прошёл капитальный ремонт и модернизацию в Портсмуте. С 1951 года служил в качестве флагманского корабля Флота Метрополии (командующий адмирал сэр Филип Вайэн). 3 февраля 1952 во время учений в Средиземном море под мостиком по правому борту произошёл сильный взрыв, предположительно из-за возгорания паров бензина из повреждённого клапана трубопровода. 8 человек погибли, 32 ранены. В октябре 1953 года выведен в резерв. На основе экипажа корабля сформированы команды новых авианосцев «Арк Ройял» и «Бульварк». В 1955 году продан на слом.

## Боевые награды
1942 год. Конвои на Мальту

1942 год. Взятие Диего-Суарес

1943 год. Высадка на Сицилии

1945 год. Атаки на Палембанг

1945 год. Захват Окинавы